# (308933) 2006 SQ372
 2006 SQ372 — транснептуновий об'єкт у поясі Койпера.

## Відкриття
Відкритий 27 вересня 2006 року (A. Becker, N. Kaib, D. Bizyaev) року у Міжамериканській обсерваторії Серро Тололо в Чилі (англ. Cerro Tololo Inter-American Observatory) за допомогою Глибокого огляду екліптики (англ. Deep Ecliptic Survey).

## Орбіта
Орбіта об'єкта проходить на відстані приблизно апоцентр (англ. aphelion) 342 026,848 Гм. Перицентр (англ. perephelion) 3600 Гм, має ексцентриситет ~0,98 і майже перетинає орбіту Нептуна.

## Фізичні характеристики
2006 SQ372 приблизно 50—100 км діаметром, маса ~2,3—1,7×1018. Оціночна густина приблизно 1,0 г/см³ можливо складається з льоду, абсолютна зоряна величина 8,1. Приблизна астрономічна класифікація 2006 SQ372 Хмара Оорта.